# Catherine Hübscher
Catherine Hübscher, coniugata Lefebvre (Goldbach-Altenbach, 2 febbraio 1753 – Parigi, 29 dicembre 1835) è stata una nobildonna francese, moglie di François Joseph Lefebvre e duchessa di Danzica.

## Biografia
Nata in una famiglia alsaziana di umili origini, lavorava come lavandaia a Saint-Amarin e Oderen. Il 1º marzo 1783 sposò François Joseph Lefebvre; la coppia ebbe quattordici figli, ma solo uno raggiunse l'età adulta. Il sostegno di Lefebvre a Napoleone durante il colpo di Stato del 18 brumaio garantì l'ascesa sociale della coppia, fino all'investitura a duchi di Danzica nel 1807. Nota per i moti schietti e diretti, Catherine Hübscher era molto amata dal popolo: non tradì mai le sue umili origini e perorò cause a favore degli ultimi.
Morì a Parigi nel 1835 all'età di ottantadue anni e fu sepolta al cimitero di Père-Lachaise.

## Nella cultura di massa
La folgorante ascesa sociale da lavandaia a duchessa rese Hübscher una figura molto popolare nel corso del XIX secolo. Victorien Sardou narrò ironicamente la sua storia della commedia Madame Sans-Gêne ("Madame Senza-Vergogna"), che a sua volta fu adattata nell'omonima opera lirica di Umberto Giordano e in diversi film, tra cui la pellicola omonima di Léonce Perret del 1925 e quella di Christian-Jaque del 1961.